# Aulnay (Charente-Maritime)
Aulnay je francouzská obec v departementu Charente-Maritime v regionu Poitou-Charentes. V roce 2009 zde žilo 1 469 obyvatel. Je centrem kantonu Aulnay.